# 瘦果川甘槭
瘦果川甘槭（学名：Acer yui var. leptocarpum）为槭树科槭属下的一个变种。

## 扩展阅读
- 維基物種上的相關：瘦果川甘槭